# Flughafen Shanghai-Hongqiao

i7
i11
i13
Der Flughafen Shanghai-Hongqiao (chinesisch 上海虹橋機場 / 上海虹桥机场, Pinyin Shànghǎi Hóngqiáo Jīchǎng, IATA-Code: SHA, ICAO-Code: ZSSS) ist ein internationaler Flughafen in den Stadtbezirken Changning und Minhang der Regierungsunmittelbaren Stadt Shanghai und der älteste Flughafen der Volksrepublik China. Er ist nach Passagierzahlen der viertgrößte, nach Flugbewegungen der siebtgrößte Chinas und liegt in zwei westlichen Stadtbezirken von Shanghai, ungefähr dreizehn Kilometer entfernt vom Stadtzentrum.

## Geschichte

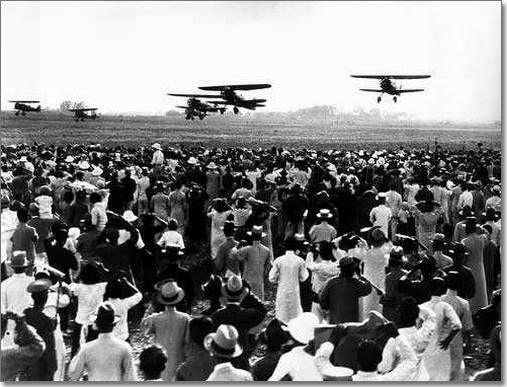
Der Flughafen Shanghai-Hongqiao im Jahr 1932

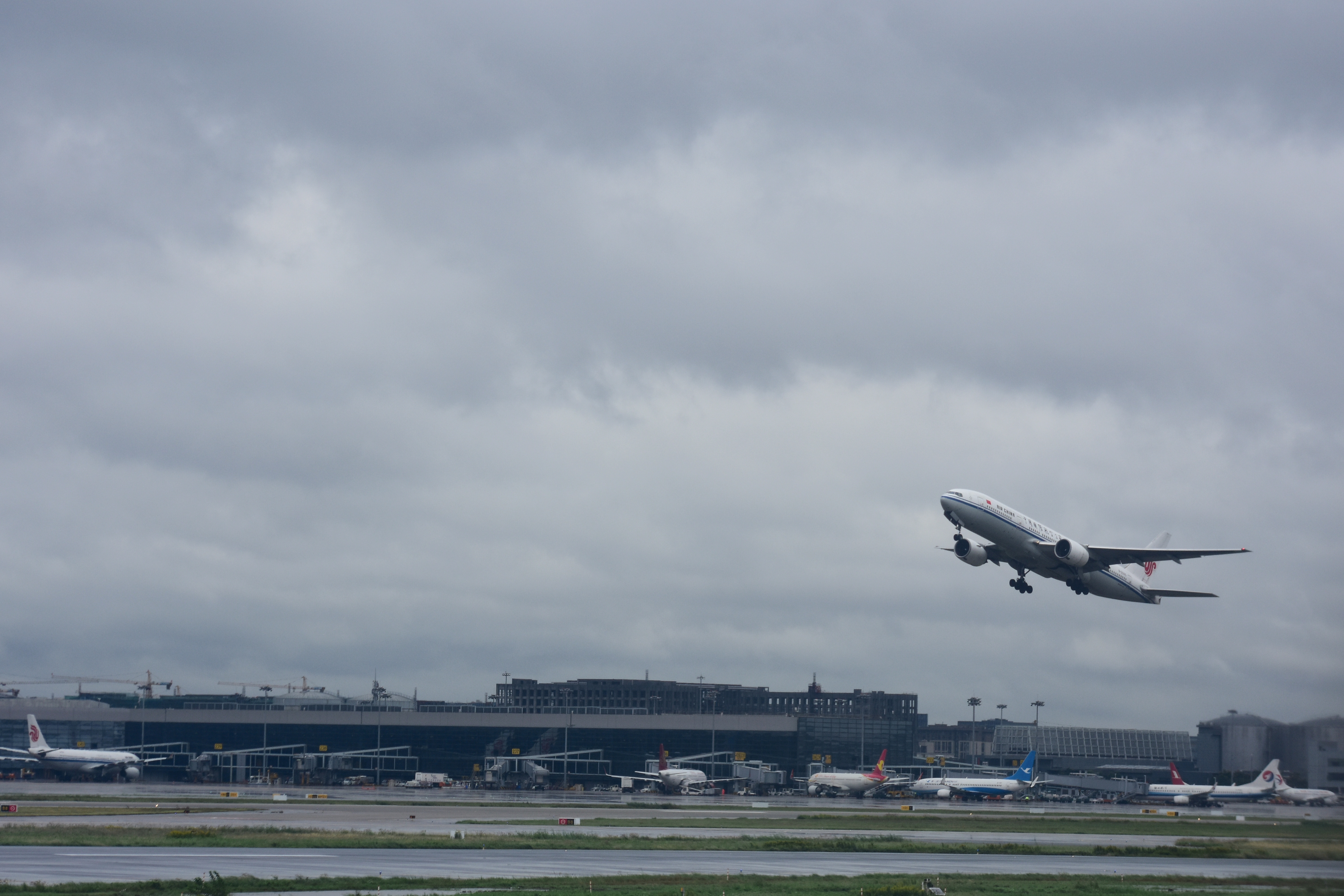
Boeing 777-300 von Air China beim Start, im Hintergrund ein Terminal

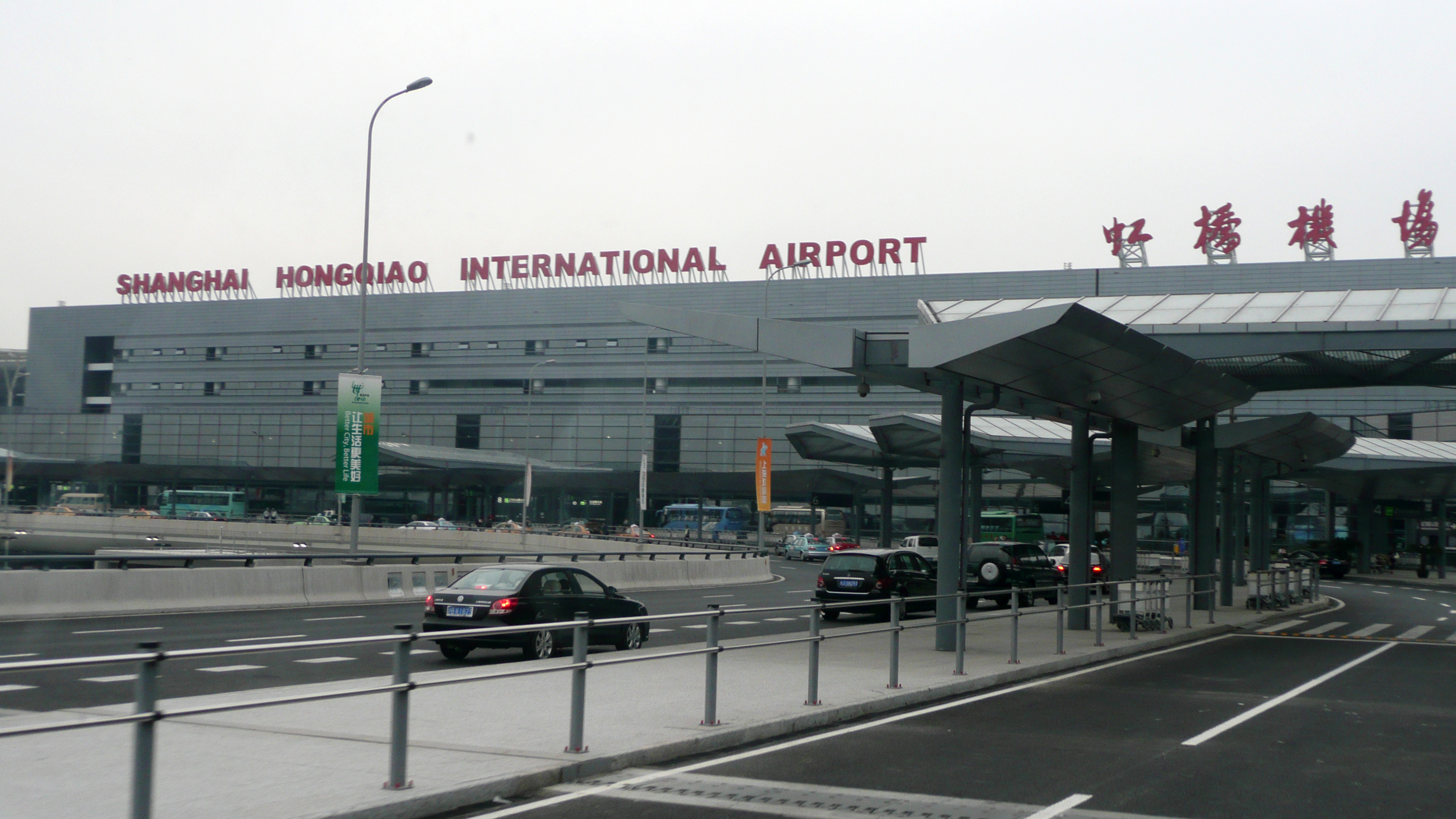
Neues Terminal

Der Flughafen Shanghai-Hongqiao wurde 1907 als Militärflugplatz gebaut und seit 1923 auch zivil genutzt. Nach der Eröffnung des Flughafens Shanghai-Pudong im Jahre 1999 wurden überwiegend nur noch Inlandflüge durchgeführt.
Im Jahre 2009 wurden 25 Millionen Passagiere befördert. Der Flughafen war allein mit Inlandflügen schon überlastet, so dass es jeden Tag zu Verspätungen kam. Dies lag in der Tatsache begründet, dass die Nachfrage nach Inlandsflügen in China stetig steigt und der Flughafen mit bisher nur einer Start- und Landebahn nicht für ein solches Aufkommen konzipiert war. Inzwischen hat eine Erweiterung die Engpässe beseitigt. Der Hongqiao Flughafen hat jetzt zwei Start- und Landebahnen (je 3400 mal 58 m), so dass 2011 über 33 Millionen Passagiere und 2014 über 37 Millionen befördert werden konnten.

### Erweiterungsbauten
Am 16. März 2010 wurde pünktlich zur Expo 2010 nach dreijähriger Bauzeit das Terminal 2 und eine neue Start- und Landebahn in Betrieb genommen. Das westlich gegenüber dazugebaute Terminal ist fast tausend Meter lang, die neuen Stellplätze sind auch für den Einsatz der Großraumflugzeuge Airbus A380 ausgelegt. Die Kapazität des Flughafens erhöhte sich bis 2015 auf 40 Millionen Passagiere. Davon entfallen 30 Millionen auf das neue Terminal und 10 Millionen auf das alte Terminal. Pro Stunde sind 33 Starts und Landungen möglich. Die beiden Shanghaier internationalen Flughäfen zusammen bieten derzeit eine Passagierkapazität von 120 Millionen Passagieren im Jahr.

## Fluggesellschaften und Ziele
Der Flughafen Shanghai-Hongqiao wird mit nationalen sowie internationalen Flügen bedient.

## Verkehrsanbindung

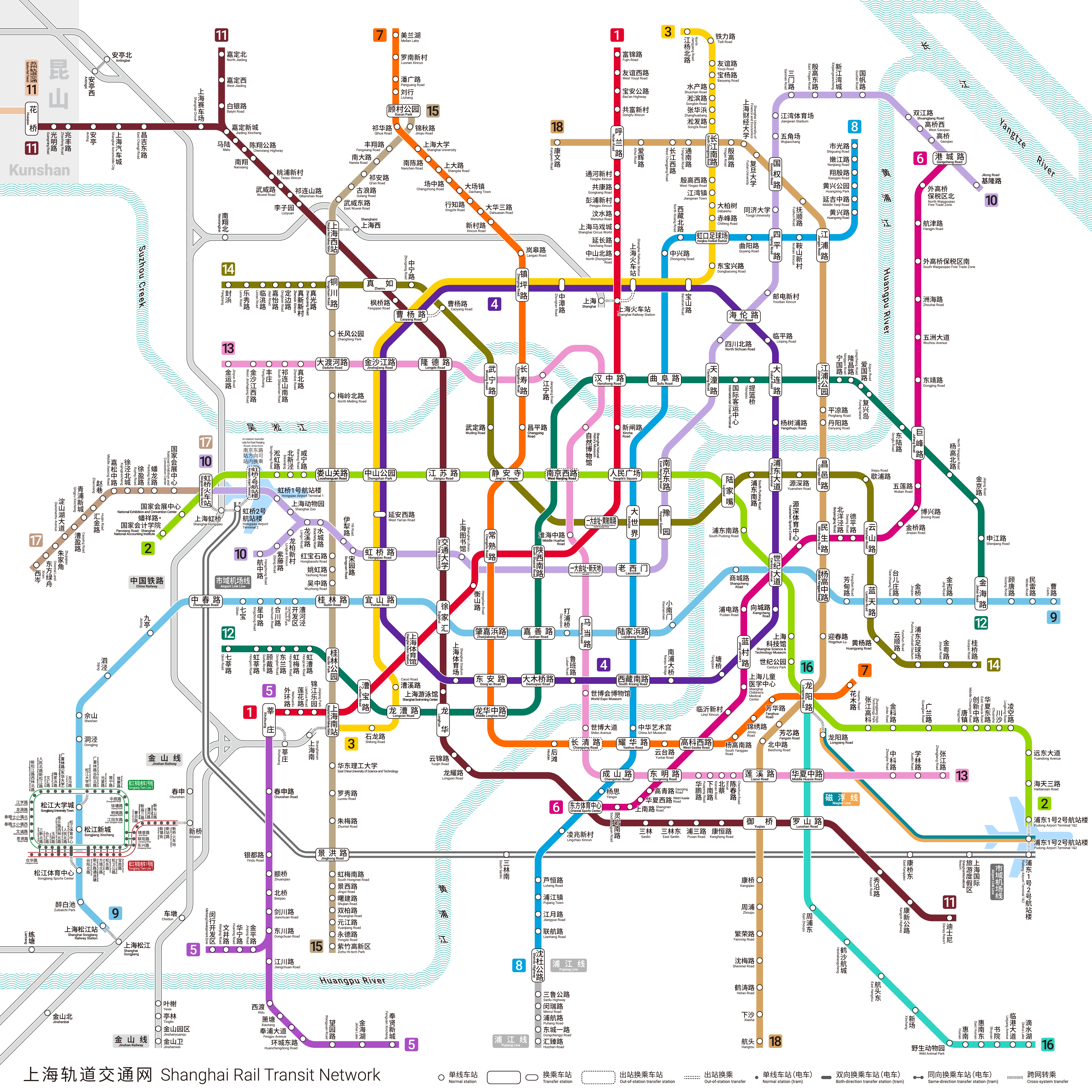
Eine Karte des Schienentransits in Shanghai führt die Passagiere zu ihrem Ziel.

Der Flughafen ist mit mehreren Buslinien an die Stadt und den Flughafen Shanghai-Pudong angebunden. Taxis fahren ebenfalls direkt vor dem Terminal ab.
2008 war ursprünglich eine Verlängerung des bestehenden Transrapid Shanghai zum Flughafen Hongqiao bekanntgegeben worden. Der Bau der neuen Trasse sollte zur Expo 2010 abgeschlossen sein. Es kam allerdings nie zur Umsetzung, stattdessen wurde am 1. Juli 2010 wurde westlich des neuen Terminals 2 der Bahnhof Shanghai-Hongqiao eröffnet. Er ist ein bedeutender Knoten im chinesischen Hochgeschwindigkeitsverkehr. Die 2011 eröffnete Schnellfahrstrecke Peking–Shanghai sowie die Schnellfahrstrecken nach Hangzhou und Nanjing fahren den Bahnhof an.
Mit der Eröffnung des neuen Terminals im März 2010 wurde gleichzeitig die westliche Erweiterung der Metro-Linie 2, die zum neuen Terminal führt, in Betrieb genommen. Sie verbindet seitdem die beiden Flughäfen Shanghais miteinander. Im selben Jahr wurde die Linie 10 an das Terminal angeschlossen.
Ende Dezember 2024 wurde eine direkte Express-U-Bahn-Verbindung eröffnet, die das Terminal 2 in 40 Minuten mit den Terminals 1 und 2 des Flughafens Pudong verbindet.

## Zwischenfälle
- Am 17. September 1982 fielen bei der Douglas DC-8-61 JA8048 der Japan Airlines nach dem Start wesentliche Hydrauliksysteme aus. Die Piloten kehrten nach Shanghai zurück und führten eine Notlandung durch, bei der das Flugzeug zerstört, aber keiner der 124 Insassen getötet wurde.[8]

- Am 15. August 1989 stürzte eine Antonow An-24RV der China Eastern Airlines (B-3417) kurz nach dem Start vom Flughafen Shanghai-Hongqiao ab. Das rechte Triebwerk versagte beim Start. Das Flugzeug stürzte 240 Meter hinter dem Landebahnende in einen Fluss. Von den 40 Insassen kamen 34 ums Leben, alle sechs Crewmitglieder und 28 Passagiere.[9]

- Am 15. April 1999 stürzte eine Frachtmaschine des Typs McDonnell Douglas MD-11 der Korean Air (HL7373) kurz nach dem Start ab. Aufgrund von Missverständnissen zwischen den Piloten und Unkenntnis wurde ein Sturzflug ins Gelände eingeleitet. Die drei Besatzungsmitglieder der Frachtmaschine wurden getötet, ebenso fünf Unbeteiligte am Boden (siehe Korean-Air-Cargo-Flug 6316).[10][11]